# Užhorodská národní univerzita
Užhorodská národní univerzita (ukrajinsky: Ужгородський національний університет) je univerzita, sídlící v Užhorodě na Ukrajině.

## Historie
Užhorodská státní univerzita byla založena v roce 1945, první studenti na ní nastoupili v roce 1946. V roce 2000 byla přejmenována na Užhorodskou národní univerzitu.

## Současnost
Univerzita se skládá z 21 fakult. V současnosti (2014) na ní studuje 15 500 studentů. Patří tak k největším univerzitám na Ukrajině. Na univerzitě je katedra bohemistiky.